# 타잔 (가수)
타잔(본명: 이채원, 2002년 9월 27일 ~ )은 대한민국의 래퍼 겸 모델이다, 혼성 그룹 ALLDAY PROJECT의 멤버다.